# Meteusarcoides
Genre
Synonymes
- Cercopachylus Piza, 1940

Meteusarcoides est un genre d'opilions laniatores de la famille des Gonyleptidae.

## Distribution
Les espèces de ce genre sont endémiques du Brésil. Elles se rencontrent dans les États de São Paulo, de Rio de Janeiro et du Minas Gerais.

## Liste des espèces
Selon World Catalogue of Opiliones (07/09/2021) :
- Meteusarcoides caudatus (Piza, 1940)
- Meteusarcoides mutilatus Mello-Leitão, 1922

## Publication originale
- Mello-Leitão, 1922 : « Some new Brazilian Gonyleptidae. » Annals and Magazine of Natural History, sér. 9, vol. 9, p. 329–348 (texte intégral).